# Der Eremit (Film)
Der Eremit ist ein deutsches Stummfilmmelodram aus dem Jahre 1915 von Franz Hofer mit Aurel Nowotny in der Titelrolle sowie Rolf Brunner und Ellen Richter in weiteren Hauptrollen.

## Handlung
Heinz, ein junger, talentierter Maler, leidet an seinem Umfeld, das ihm, wie er glaubt, stets mit Neid und Missgunst begegnet. Noch einmal will er versuchen, sich endlich für seine Leistungen das wohlverdiente Lob einzuholen und begibt sich mit seinen Arbeiten zu einer Kunstausstellung. Wie zum Abschied küsst er noch einmal seine alte Mutter wie auch seine Braut, denn sollte ihn das Preisgericht erneut ignorieren, plant Heinz, sich zu erschießen. Fast wie in Trance muss der Maler jedoch ein weiteres Mal ein vernichtendes Urteil einstecken, dass ihn wie im Nebeldunst unter all den Ausstellungsbesuchern zurücklässt. Die Ausstellungsräume sind längst geschlossen, und die Wächter haben den zutiefst Betrübten nicht bemerkt, da sinniert Heinz noch immer vor sich hin. Vor einem Gemälde, das einen in seiner selbstgewählten Einsamkeit verharrenden Eremiten zeigt, fällt Heinz in einen dunklen, alptraumhaften Schlaf.
Wie er so vor sich hin träumt, erwacht der Eremit zum Leben und entsteigt dem Gemälde. Trostspendend, erzählt der knorrige Alte von seinem Leben, das ihn zum Eremit werden ließ. Auch er war einst ein blondgelockter Jüngling, ein talentierter Künstler (Geigenspieler), der eine ihn abgöttisch liebende Mutter besaß und sich darauf freuen konnte, ein Leben mit seinem Mädchen, der Tochter eines Kantors, verbringen zu können. Doch eines Tages trat die Versuchung in Gestalt einer prachtvollen, verführerischen Frau in sein Leben, deren dämonische Kräfte nichts gutes für ihn verhießen. Die Sängerin vernebelte erst seine Sinne, dann seinen Verstand. Der Eremit negierte all sein bisheriges Glück und vergaß, wer Freund und wer Feind ist. Der Violinvirtuose verließ seine Braut und folgte der Sängerin, die ihn nur benutzte. Rasch verflog die Leidenschaft, und die Künstlerin stieß den Jüngling hohnlachend von sich.
Der junge Mann kehrte gramgebeugt und tief verletzt zu Heim und Herd zurück. Doch die alte Mutter war in der Zwischenzeit an Kummer gestorben, und seine von ihm schmählich im Stich gelassene Braut hatte sich in der Zwischenzeit einem Anderen zugewandt, der sie soeben vor den Traualtar führte. Mit seiner Geige als letztem verbliebenen Freund ließ der Mann alles hinter sich und ging ins Kloster. Schließlich zog es ihn in die absolute Einsamkeit, und aus dem Geiger wurde der Eremit. Plötzlich schreckt der Maler auf – alles war nur ein (böser) Traum gewesen. Er hat seine Lektion begriffen, weiß nun, worum es im Leben wirklich geht. Heinz wirft den Revolver fort, will zurück ins Leben. Alle Selbstmordgedanken sind wie verflogen, er möchte nur noch seine Mutter und seine Braut wiedersehen. Heinz weiß, dass er niemals zum Eremiten werden wird, denn dafür ist ein Leben unter geliebten Menschen viel zu kostbar.

## Produktionsnotizen
Der Eremit entstand im Sommer 1915 im Messter-Film-Atelier in Berlins Blücherstraße 32, passierte die Filmzensur im September desselben Jahres und noch im selben Monat in Berlins Admiralspalast uraufgeführt. Der mit Jugendverbot belegte Dreiakter besaß eine Länge von etwa 1230 Meter, bei der Neuzensur 1922 ca. 1150 Meter.

## Kritiken
Die Kinematographische Rundschau meinte: „Eine Reihe prächtiger Gemälde ziehen an dem bewundernden Auge vorbei, alle Hilfsmittel, die moderne Photographie, und Beleuchtungseffekte zu bieten vermögen, sind hier in harmonischem Einklang in der Hand des Meisters zu Instrumenten höchster Filmkunst geworden. (…) Die Darstellung entspricht in diesem schönen Filmwerke der Leistung des Regisseurs. Aurel Nowotny als Eremit und Rita Clermont als des Kantors Töchterlein sind Prachtgestalten.“
Die Villacher Zeitung nannte das Melodram kurz „ein ergreifendes Lebensschicksal eines jungen, talentvollen Künstlers“.